# Anne Fairfax
 (novembre 2022).
La mise en forme du texte ne suit pas les recommandations de Wikipédia : il faut le « wikifier ».
Les points d'amélioration suivants sont les cas les plus fréquents :
- Les titres sont pré-formatés par le logiciel. Ils ne sont ni en capitales, ni en gras.
- Le texte ne doit pas être écrit en capitales (les noms de famille non plus), ni en gras, ni en italique, ni en « petit »…
- Le gras n'est utilisé que pour surligner le titre de l'article dans l'introduction, une seule fois.
- L'italique est rarement utilisé : mots en langue étrangère, titres d'œuvres, noms de bateaux, etc.
- Les citations ne sont pas en italique mais en corps de texte normal. Elles sont entourées par des guillemets français : « et ».
- Les listes à puces sont à éviter, des paragraphes rédigés étant largement préférés. Les tableaux sont à réserver à la présentation de données structurées (résultats, etc.).
- Les appels de note de bas de page (petits chiffres en exposant, introduits par l'outil «  Source ») sont à placer entre la fin de phrase et le point final[comme ça].
- Les liens internes (vers d'autres articles de Wikipédia) sont à choisir avec parcimonie. Créez des liens vers des articles approfondissant le sujet. Les termes génériques sans rapport avec le sujet sont à éviter, ainsi que les répétitions de liens vers un même terme.
- Les liens externes sont à placer uniquement dans une section « Liens externes », à la fin de l'article. Ces liens sont à choisir avec parcimonie suivant les règles définies. Si un lien sert de source à l'article, son insertion dans le texte est à faire par les notes de bas de page.
- La présentation des références doit suivre les conventions bibliographiques. Il est recommandé d'utiliser les modèles {{Ouvrage}}, {{Chapitre}}, {{Article}}, {{Lien web}} et/ou {{Bibliographie}}. Le mode d'édition visuel peut mettre en forme automatiquement les références.
- Insérer une infobox (cadre d'informations à droite) n'est pas obligatoire pour parachever la mise en page.

Pour une aide détaillée, merci de consulter Aide:Wikification.
Si vous pensez que ces points ont été résolus, vous pouvez retirer ce bandeau et améliorer la mise en forme d'un autre article.
Pour les articles homonymes, voir Fairfax.
Anne, Lady Fairfax (née Anne Vere, également connue sous le nom de Anne Fairfax) (1617/8 - 1665) était une noble anglaise. Elle était l'épouse de Thomas Fairfax, 3e lord Fairfax de Cameron, commandant en chef de la New Model Army. Elle a suivi son mari pendant qu'il se battait et elle a été brièvement faite prisonnière. On dit[Qui ?] qu'elle a été expulsée après avoir interpellé le tribunal lors du procès de Charles Ier.

## Biographie
Anne Vere est née en 1617 ou 1618 aux Pays-Bas. Ses parents étaient Mary et Horace Vere, 1er baron Vere de Tilbury (1565-1635). Son père a servi comme commandant pendant la guerre de Quatre-Vingts Ans et la guerre de Trente Ans. En 1637, Anne épousa Thomas Fairfax, qui se leva pour diriger (1645-1650) la New Model Army pendant la première guerre civile anglaise. Anne était une femme d'influence et elle accompagnait son mari aux batailles. Faite prisonnière près de Bradford par William Cavendish, elle est libérée quelques jours plus tard et reconduite sous escorte dans l'armée de son mari.

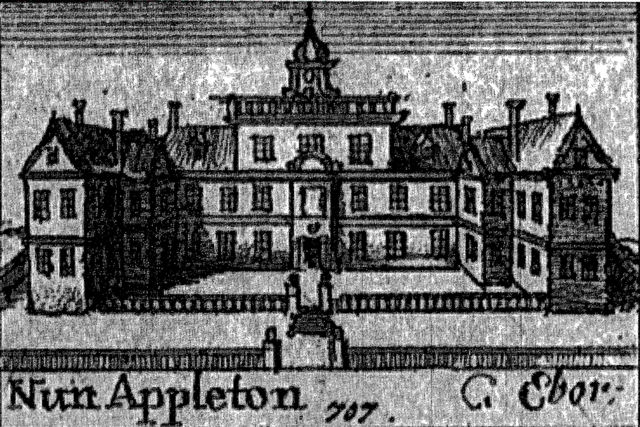
Nun Appleton en 1656

Son mari est placé à la tête des juges qui doivent juger Charles Ier, mais convaincu que la mort du roi est intentionnelle, il refuse d'agir. Fairfax n'a pas assisté au procès du roi (janvier 1649), mais Anne l'a fait. Lorsque le tribunal a appelé le nom de Fairfax, on dit que sa femme, Anne Fairfax, a déclaré « qu'il avait plus d'esprit que d'être là. » Plus tard, lorsque le tribunal a déclaré qu'ils agissaient pour « toutes les bonnes personnes d'Angleterre », elle a crié « Non, ni la centième partie d'entre eux ! ». Cela a abouti à une enquête et Anne a été priée ou obligée de quitter le tribunal. On disait qu'Anne ne pouvait pas s'abstenir, comme le dit Bulstrode Whitelocke, pour s'exclamer à haute voix contre les procédures de la Haute Cour de justice. En février 1649, Fairfax fut élu membre du Parlement pour Cirencester dans le Parlement croupion. En janvier 1649 John Geree demanda à Anne et à sa mère d'intercéder auprès du roi pour empêcher son exécution.
La fille d'Anne, Mary a épousé le royaliste George Villiers (2e duc de Buckingham) lorsqu'il est retourné en Angleterre en 1657. C'était malgré ses fiançailles avec Philip Stanhope.
Anne et son mari ont dû négocier une caution de 20 000 £ pour permettre la libération de leur gendre, le duc de Buckingham, de la tour de Londres en 1659 après son arrestation.
Lady Anne Fairfax est décédée à Nun Appleton Hall en 1665. Son mari y est décédé six ans plus tard.

## Sources
- (en) « Fairfax of Cameron, Thomas Fairfax, 3rd Baron », dans Encyclopædia Britannica [détail de l’édition], 1911 (lire sur Wikisource).
- (en) M. W. Helms et Eveline Cruickshanks, « Fairfax, Thomas, 3rd Lord Fairfax of Cameron [S] (1612–71), of Nun Appleton, Yorks. », dans The History of Parliament: the House of Commons 1660–1690, Boydell and Brewer, 1983 (lire en ligne)